# Brock Crouch
Brock Crouch (ur. 22 sierpnia 1999 w Mammoth Mountain) – amerykański snowboardzista, specjalizujący się w konkurencji slopestyle. Nie startował na igrzyskach olimpijskich, ani na mistrzostwach świata. Najlepsze wyniki w Pucharze Świata osiągnął w sezonie 2015/2016, kiedy to zajął jedenaste miejsce w klasyfikacji generalnej AFU, a w klasyfikacji slopestyle'u czwarte miejsce.

## Osiągnięcia

### Puchar Świata

#### Miejsca w klasyfikacji generalnej
- - AFU[2]
- sezon 2015/2016: 11.
- sezon 2016/2017: 17.

#### Miejsca na podium w zawodach
1. Pjongczang – 21 lutego 2016 (slopestyle) - 1. miejsce